# Хамдамов, Бобо
Бобо Хамдамов (тадж. Бобо Ҳамдамов; 1902, Ярм, Ленинабадская область — 1972, Q123821884?, Ленинабадская область) — таджикский и советский государственный и общественный деятель.

## Биография
Бобо Хамдамов родился в 1902 году в селении Ярм Горно-Матчинского района. В первые годы революции, после гибели своего отца от рук басмачей, он встает на борьбу с ними. Является активным участником установления советской власти в северном Таджикистане.
Рабочий различных предприятий Ферганской области (1921—1922), красноармеец (1922—1923). В 1923—1932 годах боролся с контрреволюционерами. Председатель Палдоракского и Ланглифского сельских советов Матчинского района (1924—1925), председатель оргпартбюро Ура-тюбинского округ и председатель окружного суда Ура-тюбинского и Пенджикентского округов (1925—1928), председатель автономного суда Таджикской АССР (1928—1929), председатель Верховного суда Таджикской ССР (1929—1932), одновременно в 1929—1931 годах заместитель председателя Кулябского райисполкома, 1932—1933 председатель Сталинабадского горисполкома (ныне Душанбе).
В 1937 году арестован, как враг народа, позднее был реабилитирован. Долгие годы работал на государственных и партийных должностях.
Умер в 1972 году.
В 2014 году махалля Зарафшон-2 Душанбе переименована в честь Бобо Хамдамова.